# Megachile illustris
Megachile illustris är en biart som beskrevs av Mitchell 1930. Megachile illustris ingår i släktet tapetserarbin, och familjen buksamlarbin. Inga underarter finns listade i Catalogue of Life.